# تغير المناخ في المملكة المتحدة

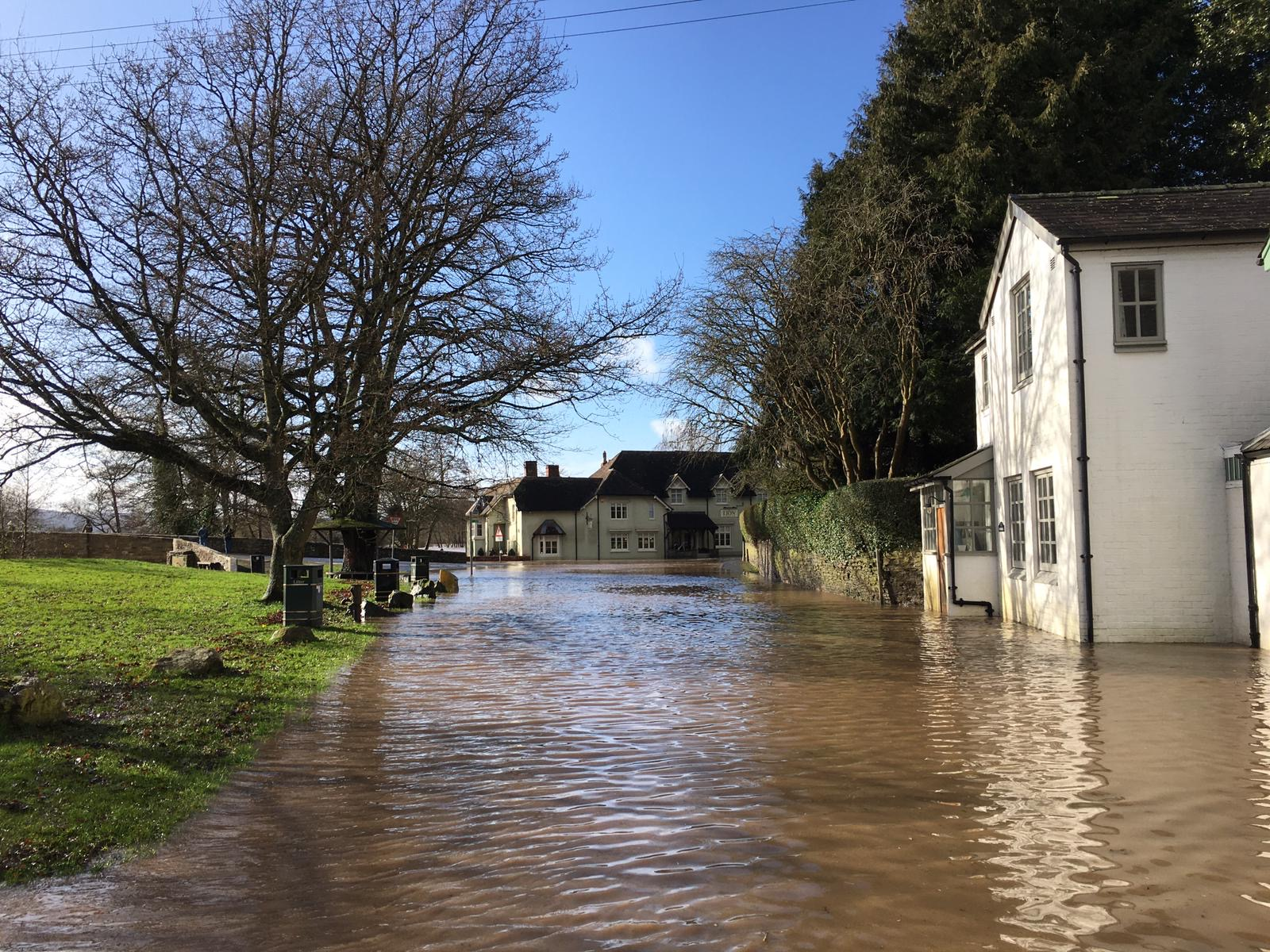
تغير المناخ

يؤدي تغير المناخ في المملكة المتحدة إلى العديد من الآثار على البيئة الطبيعية والبشر من بينها زيادة العواصف والفيضانات وموجات الحر وارتفاع منسوب البحار. كان التراخي في مكافحة التغير المناخي موضوعًا للاحتجاجات والجدالات، وقد طورت العديد من السياسات لتخفيف آثاره. الحكومة ملزمة بتخفيض انبعاثات الغازات الدفيئة من المملكة المتحدة بمقدار 50% من نسبها في عام 1990 بحلول 2025، وصولًا إلى الحياد الصفري للانبعاثات الكربونية في عام 2050. في مايو 2019، أعلن البرلمان حالة «طوارئ تغير مناخي»، ولكن هذا لا يجبر الحكومة قانونيًّا على اتخاذ إجراءات فعلية.
في ديسمبر 2020، أعلن بوريس جونسون أن المملكة المتحدة ستجعل هدفها تخفيض انبعاثات الغازات الدفيئة بنسبة 68% بحلول عام 2030، وتضع هذا الهدف ضمن التزاماتها في اتفاقية باريس.

## انبعاثات غازات الدفيئة
كان صافي انبعاثات غازات الدفيئة في عام 2019 في المملكة المتحدة يبلغ 454.8 طنًّا من مكافئ ثنائي أكسيد الكربون (CO2e)، 80% منها ثاني أكسيد الكربون (CO2). أطلقت المملكة المتحدة نحو 80 بليون طن من ثاني أكسيد الكربون وحده منذ عام 1750 حتى اليوم. انخفضت الانبعاثات في العقد الثاني من القرن الحادي والعشرين بسبب إغلاق معظم المحطات العاملة على الفحم الحجري، ولكن الانبعاثات للشخص الواحد في عام 2018 كانت نحو 7 أطنان، وهو رقم يظل أعلى من المتوسط العالمي إلى حد ما.
التزمت المملكة المتحدة بتحقيق الحياد الصفري للانبعاثات الكربونية بحلول عام 2050 وقالت وحدة الاستخبارات الطاقية والمناخية (إي سي آي يو) إن تحقيق ذلك سيكون بالإمكان. الهدف لحد عام 2030 هو الوصول إلى 68% من مستوى عام 1990. كجزء من المحفزات الاقتصادية لمحاولة الخروج من فترة الكساد الاقتصادي المرافق لكوفيد-19، تدرس إمكانية تطبيق سياسة صناعية صديقة للبيئة (خضراء). من طرق تقليل الانبعاثات برنامج المملكة المتحدة للتجارة بالانبعاثات.
اللجنة الخاصة بالتغير المناخي هيئة مستقلة توفر الاستشارات للمملكة المتحدة والحكومة المفوضة. سيتطلب تحقيق شروط ميزانيات الكربون المستقبلية تخفيض الانبعاثات بنسبة 3% علة الأقل في العام الواحد.

## آثاره على البيئة الطبيعية

### تغيرات الطقس ودرجات الحرارة
بحلول عام 2014، كانت السنوات السبع الأعلى حرارةً و4 من أصل سنواتها الخمس الأكثر رطوبةً قد مرت بين سنتي 2000 و2014. تزيد درجات الحرارة المرتفعة التبخر وبالتالي هطول الأمطار. في عام 2014، سجلت إنجلترا أكثر شتاء ماطر لها منذ أكثر من 250 عام مع انتشار الفيضانات.
ازدادت درجات الحرارة في الأيام الأكثر حرًّا في أجزاء من جنوب شرق المملكة المتحدة بمقدار درجة مئوية واحدة في العقد في السنوات 1960 – 2019. سجلت أعلى درجة حرارة مسجلة في تاريخ المملكة المتحدة في عام 2019 في كامبريدج: 38.7°م. احتمالات تجاوز درجة الحرارة 40°م في عام 2020 منخفضة، ولكنها أعلى بعشر مرات منها في مناخ خالٍ من التأثير البشري. في حال كانت الانبعاثات بسيطة بحلول نهاية القرن، سيحدث هذا التجاوز مرة في كل 15 عام، وفي حال كانت الانبعاثات مرتفعة سيحدث كل 3-4 سنوات. تأتي فصول الصيف بدرجات حرارة أعلى من 35°م مرةً كل 5 سنوات في الملكة المتحدة، ولكنها ستحدث تقريبًا كل سنتين في حال ارتفاع الانبعاثات بحلول عام 2100.
وفق مكتب الأرصاد الجوية، فإن أرقام كل من ديسمبر 2013 ويناير 2014 مجتمعة كانت الأكثر أمطارًا منذ بدأ التسجيل في عام 1910.

### أحداث الظروف المناخية القاسية

#### الفيضانات
تظهر خريطة تفاعلية من الحكومة البريطانية المناطق المعرضة لخطر الفيضانات.

## الآثار على البشر

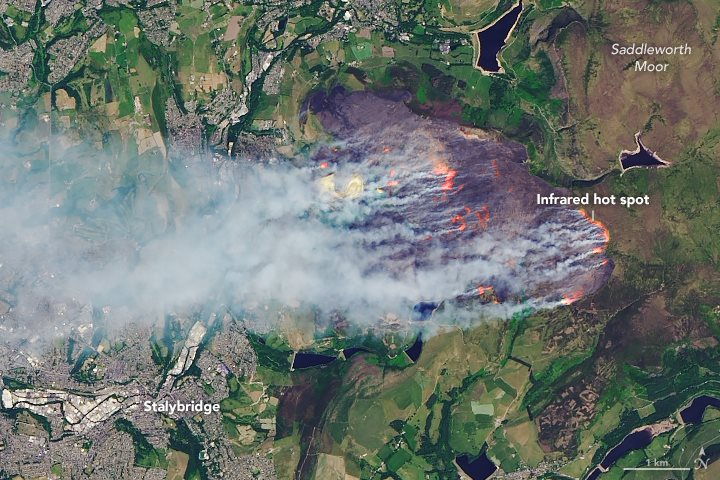
حريق سدلوورث مور في إنجلترا كما التقطه قمر لاندسات 8 (27 يونيو 2018) وآثاره على البشر

### الآثار الاقتصادية
وفق الحكومة البريطانية فإن عدد البيوت المهددة بخطر الفيضانات سيصل إلى حدود 970,000 منزلًا في عشرينيات القرن الحادي والعشرين، بعد أن كان 370,000 في يناير 2012. تكلف آثار الفيضانات وإدارة أخطار الفيضان البلاد نحو 2.2 بليون جنيه إسترليني في العام، بالمقارنة مع أقل من 1 بليون جنيه إسترليني تصرف على الحماية من الفيضانات وإدارتها.
في عام 2020، قدرت مجموعة شركات برايس واتر هاوس كوبرز أن ضرر إعصار دينيس على المنازل والشركات والسيارات قد يكون بين 175 مليون جنيه إسترليني و225 مليون جنيه إسترليني، وإعصار سيارا كلف ما يصل إلى 200 مليون جنيه إسترليني.
انتقدت جمعية أصدقاء كوكب الأرض الحكومة البريطانية على التخفيضات التي كانت تنوي فرضها على منفقات الدفاع ضد الفيضانات. تتطلب الحماية من أخطار الفيضانات المتزايدة كنتيجة للتغير المناخي زيادة الاستثمارات. في عام 2009، خلصت حسابات وكالة البيئة إلى أن المملكة المتحدة تحتاج لإنفاق 20 مليون جنيه إسترليني أكثر في كل عام بدءًا من عامي 2010 و2011 كأساس، وذلك فقط كي تستطيع مجاراة التغير المناخي حتى عام 2035.
نشرت الحكومة البريطانية وعالم الاقتصاد نيكولاس ستيرن تقرير مراجعة ستيرن لاقتصاديات التغير المناخي في عام 2006. ينص التقرير على أن التغير المناخي هو الأعظم والأوسع نطاقًا من بين كل انهيارات الأسواق التي شهدناها، مشكلًا تحديًا فريدًا من نوعه لعلم الاقتصاد. تقدم المراجعة وصفات لمعالجة الأمر، من بينها فرض ضرائب بيئية لتخفيض الاضطرابات الاقتصادية والاجتماعية ما أمكن. الاستنتاج الرئيسي لمراجعة ستيرن هو أن فوائد التصرف باكرًا وبشكل حازم تجاه التغير المناخي تفوق بكثير تكاليف عدم أخذ أي فعل. تشير المراجعة إلى الأثر المحتمل للتغير المناخي على الموارد المائية، وإنتاج الغذاء، والصحة، والبيئة. وفقًا للمراجعة فإنه من دون أي فعل، ستكون التكاليف الكلية للتغير المناخي مكافئة لخسارة 5% على الأقل من الناتج الإجمالي المحلي العالمي في كل عام، الآن وللأبد. وإن ضم طيف أوسع من المخاطر والآثار قد يزيد هذه النسبة إلى 20% من الناتج الإجمالي المحلي أو أكثر.
لا يمكن لأحد التنبؤ بعواقب التغير المناخي بثقة كاملة؛ ولكننا نعلم ما يكفي لفهم المخاطر. تؤدي المراجعة إلى استنتاج أبسط: منافع التدابير العاجلة الحازمة تفوق التكاليف بشكل ملحوظ.
واجهت مراجعة ستيرن الكثير من الانتقادات في حينها. قال السير بارثا داسغوبتا، أستاذ الاقتصاد في جامعة كامبريدج، إن افتراضات ستيرن تتطلب من الجيل الحالي ادخار 97.5 سنتًا من كل دولار ينتجه: «سخيف بشكل واضح إلى حد أننا ينبغي أن نرفضه دون تفكير... اختيار قيم المؤشرات بحيث تعطي النتائج المرغوبة أمر لا يخدم الغرض». قال ويليام نوردهاوس، وهو عالم اقتصاد من جامعة ييل، إن مراجعة ستيرن يجب أن تقرأ بشكل رئيسي على أنها «وثيقة سياسية بطبيعتها وتهدف لمناصرة قضايا معينة». يبدو أن هذا التقييم تبرره العبارة التالية في المراجعة نفسها: «الكثير مما يشكل السياسة العامة يعنى في الحقيقة بتغيير السلوك».

### الآثار الصحية
أدى التغير المناخي إلى زيادة احتمالية هبوب موجات الحر 30 ضعفًا في المملكة المتحدة، وقد توفي جراءها 3,400 شخص في السنوات 2016-2019. ولكن أثر التغير المناخي على موجات الحر في بلدان أخرى مهمة لإنتاج المحاصيل يمكن أن يكون أقسى بكثير منه في المملكة المتحدة، وسيكون له أثر أبرز على المملكة المتحدة نفسها.
كانت درجة الحرارة في عام 2018 16.1 درجة مئوية (61.0 درجة فهرنهايت)، ما يعني أنه كان شهر يونيو الثامن عشر من حيث ارتفاع درجة الحرارة في التاريخ المسجل منذ 359 عامًا، وهو الأشد حرارة منذ 1976.